# Joe and Jake
Joe and Jake est un duo gallois-anglais composé de deux anciens candidats de la quatrième saison de l'émission The Voice UK, Joe Woolford et Jake Shakeshaft. Ils montent leur duo après l'émission et remportent la finale nationale britannique le 26 février 2016 avec leur chanson "You're Not Alone" et représentent le Royaume-Uni au concours Eurovision de la chanson 2016, à Stockholm, en Suède,.
Ils terminent le concours à la 24e position avec 62 points.

## Performances lors de The Voice UK
| Performance     | Chanson                                                    | Artiste        | Résultat                    |
| Joe Woolford    | Joe Woolford                                               | Joe Woolford   | Joe Woolford                |
| --------------- | ---------------------------------------------------------- | -------------- | --------------------------- |
| Blind audition  | "Lights"                                                   | Ellie Goulding | Joined Team Rita Ora        |
| Battle round    | "I Won't Give Up" (against Ryan Green)                     | Jason Mraz     | Won the Battle and advanced |
| Knockout round  | "Hey Ya!"                                                  | OutKast        | Advanced to Live shows      |
| Week 1          | "Don't Wake Me Up"                                         | Chris Brown    | Advanced                    |
| Week 2          | "Jealous"                                                  | Labrinth       | Eliminated                  |
| Jake Shakeshaft |                                                            |                |                             |
| Blind audition  | "Thinking Out Loud"                                        | Ed Sheeran     | Joined Team will.i.am       |
| Battle round    | "Every Teardrop Is a Waterfall" (against Stephen Cornwell) | Coldplay       | Won the Battle and advanced |
| Knockout round  | "As Long as You Love Me"                                   | Justin Bieber  | Eliminated                  |

## Membres

### Joe Woolford
Joe Woolford est originaire de Ruthin au Pays de Galles.

### Jake Shakeshaft
Jake Shakeshaft est de Stoke-on-Trent en Angleterre. 

## Discographie

### Singles
| Année | Titre              | Classement |
| Année | Titre              | UK         |
| ----- | ------------------ | ---------- |
| 2016  | "You're Not Alone" | —          |
| 2017  | "Tongue Tied"      |            |